# Mangrovesikló
A mangrovesikló (Boiga dendrophila) a hüllők (Reptilia) osztályának pikkelyes hüllők (Squamata) rendjébe, ezen belül a siklófélék (Colubridae) családjába tartozó faj.

## Előfordulása
A mangrovesikló a következő országokban fordul elő: Brunei, Indonézia, India, Malajzia, Szingapúr, Thaiföld, Vietnám, Kambodzsa és a Fülöp-szigetek. Síkvidéki esőerdők és mangrove-mocsarak.

## Alfajai
- Boiga dendrophila annectens (Boulenger, 1896) - Indonézia (Kalimantan), Brunei, Sarawak
- Boiga dendrophila dendrophila (Boie, 1827) - Indonézia (Jáva, Borneó)
- Boiga dendrophila divergens Taylor, 1922 - Fülöp-szigetek (Luzon, Polillo)
- Boiga dendrophila gemmicincta (Duméril, Bibron & Duméril, 1854) - Indonézia (Celebesz)
- Boiga dendrophila latifasciata (Boulenger, 1896) - Fülöp-szigetek (Mindanao)
- Boiga dendrophila levitoni Gaulke, Demegillo & Vogel, 2005 - Panay (meglehet, hogy a Nyugat-Visaya régió szigetein is)
- Boiga dendrophila melanota (Boulenger, 1896) - Thaiföld déli része, Malajzia, Szingapúr, Indonézia (Szumátra)
- Boiga dendrophila multicincta (Boulenger, 1896) - Fülöp-szigetek (Balabac, Palawan)
- Boiga dendrophila occidentalis Brongersma, 1934 - Indonézia (Babi, Batu-szigetek, Nias, Szumátra)

## Megjelenése

A bristoli állatkertben a Boiga dendrophila melanota alfaj

Ez a siklófaj általában 180-240 centiméter hosszú. Nagy, sima, fényes pikkelyei egymás mellett sorakoznak. Háti része fekete, oldalán sok függőleges, sárga sáv húzódik. A hasi rész, példányonként lehet fekete vagy kékes, sárga mintázattal. A torok sárga színű. Alsó ajkának pikkelyei szintén sárgák, fekete csíkokkal szegélyezve. A fej ék alakú, széles, tetején nincsen mintázat, jól elkülönül a nyaktól.

## Életmódja
Főleg éjszaka tevékeny. Fákon él, hosszú, karcsú alakja lehetővé teszi, hogy a magasan lévő vékony ágak között is könnyedén mozogjon. Feltűnő mintázata beleolvad a lombkorona fény- és árnyékfoltjai közé, de az ellenségek ellen figyelmeztető célt is szolgál.
Tápláléka kis emlősök, madarak, gyíkok, békák, halak és akár más kígyók is. Enyhén mérges, de eddig még nem számoltak be általa okozott emberi halálesetről.

## Szaporodása
Tojásrakó, általában 10 tojását faüregekbe, vagy szárazföldi helyekre rakja. Az újszülöttek 30 centiméter hosszúak, a szüleikkel teljesen megegyeznek.

### Fordítás
- Ez a szócikk részben vagy egészben  a   Boiga dendrophila című angol Wikipédia-szócikk ezen változatának fordításán alapul.  Az eredeti cikk szerkesztőit annak laptörténete sorolja fel. Ez a jelzés csupán a megfogalmazás eredetét és a szerzői jogokat jelzi, nem szolgál a cikkben szereplő információk forrásmegjelöléseként.